# Metacrangonyx repens
Metacrangonyx repens is een vlokreeftensoort uit de familie van de Metacrangonyctidae. De wetenschappelijke naam van de soort is voor het eerst geldig gepubliceerd in 1986 door Stock & Rondé-Broekhuizen.